# 刘通 (东平)
刘通（？—1256年），字仲达，东平府齐河县（今山东省齐河）人，元代将领。
刘通开始跟随严实归附元太祖铁木真，相继攻取濮州、曹州、相州、潞州、定陶、楚丘等地。刘通被木华黎任为齐河总管，升上千户。后在齐河城奋勇击败南宋将领彭义斌。官至济南府知府、德州等处二万户军民总管。元宪宗六年（1256年）刘通去世。其子刘复亨。

## 延伸阅读
[在维基数据编辑]
 《元史/卷152》，出自宋濂《元史》
 《新元史/卷143》，出自柯劭忞《新元史》